# Tormantos
Tormantos tỉnh và cộng đồng tự trị La Rioja, phía bắc Tây Ban Nha. Đô thị này có diện tích là 11,07 ki-lô-mét vuông, dân số năm 2009 là 157 người với mật độ 14,18 người/km². Đô thị này có cự ly 12 km so với Logroño.